# 三好晋六郎

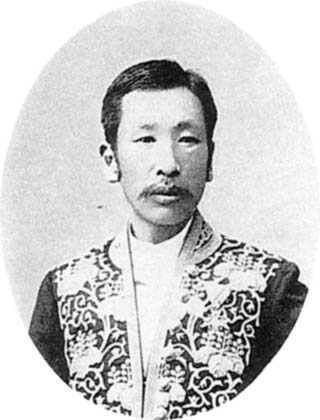
三好晋六郎

三好 晋六郎（みよし しんろくろう、1857年9月9日〈安政4年7月21日〉 - 1910年〈明治34年〉1月28日）は、日本の造船学者であり、明治期の日本の造船技術確立と技術教育に尽力した人物。江戸裏猿楽町（後の東京都千代田区猿楽町）出身。大審院判事・永井岩之丞の実弟。

## 人物歴
工部大学校（後の東京大学工学部）を首席で卒業後、渡欧してイギリスのグラスゴー・ロバート造船所とグラスゴー大学で造船学、舶用機関学を修めた。1883年（明治16年）に帰国、工部省の御用掛となり、翌1884年（明治17年）には工部大学校の助教授に就任、翌1886年（明治19年）に工部大学校の教授として造船学を担当し、造船技術者の教育に当たった。
造船関係者の啓蒙を図るべく、1885年（明治18年）に木船と鉄船の比較論を学会で発表。造船技術者の養成のため、1887年（明治20年）に工手学校（後の工学院大学）を設立し、初代校長に就任した。
技術者の養成のみならず船舶設計にも優れた腕を振るっており、三好の設計による蒸気船は、日本固有の材料と先進国の技術の折衷による優秀な船として模範になったといわれる。1893年（明治26年）には通信省の嘱託となり、1896年（明治29年）には日本初の造船規定を制定。
1897年（明治30年）に造船協会（後の日本船舶海洋工学会）を創立し、同会の副会長と理事を歴任。同年、教育と海事関係の評価により正三位勲三等に叙され、1899年（明治32年）には工学博士の学位を授与された。
1910年に講義中に脳出血で倒れ、教授室で看護を受けたがそのまま死去。前年には卒業生たちにより三好の在職25年を記念して奨学資金を拠出されたばかりであり、資金の一部により三好懸賞論文制度が発足された。
謹直・精緻・謙遜な人物とされ、その業績と人徳を称え、後に東京大学工学部船舶試験水槽前に胸像が建てられている。

## 栄典・授章・授賞
位階
- 1897年（明治30年）7月10日 - 正五位[6]
- 1910年（明治43年）1月29日 - 従三位[7]

勲章等
- 1896年（明治29年）12月25日 - 勲六等瑞宝章[8]
- 1906年（明治39年）4月1日 - 旭日中綬章[9]
- 1910年（明治43年）1月29日 - 勲二等瑞宝章[7]